# 郑州公路网
郑州公路网介绍河南省郑州市的主要公路网络结构。

## 高速公路
- 京港澳高速公路
- 连霍高速公路
- 新郑高速公路
- 郑漯高速公路
- 郑焦晋高速公路
- 郑少高速公路
- 郑尧高速公路
- 郑州机场高速公路
- 郑州绕城高速公路
- 郑洛高速公路
- 郑民高速公路
- 郑云高速公路

## 快速路
- 郑开大道
- 京广快速路
- 中州大道
- 四港联动大道

## 环路
- 郑州内环路
- 郑州二环路
- 郑州三环路
- 郑州四环路
- 郑州五环路

## 放射路
- 郑上路
- 郑密路
- 新郑路

## 国道
- G107
- G207
- G220
- G310